# Olof Celsius
Olof Celsius, «el mayor» (Upsala, Suecia, 19 de julio de 1670-Estocolmo, 24 de junio de 1756), fue un botánico, lingüista, estudioso de las runas y párroco sueco especialista en musgos.

## Biografía
El rey Carlos IX de Suecia le hizo efectuar varios viajes en los principales Estados de Europa, para determinar las distintas especies citadas en la Biblia. 
Celsius fue el primer maestro y el protector de Carlos Linneo, que en reconocimiento le dio a un género de plantas el nombre de Celsia. A Celsius se le conoce también como el fundador de la briología sueca.
Celsius fue también padre del obispo Olof Celsius el joven (1716-1794), miembro de la Academia Sueca, y tío paterno del astrónomo Anders Celsius (1701-1744).

## Obra
- 17 Disertaciones, reunidas bajo el título: Hierolatanicon, Upsala, 1745 a 1747.
- Catálogo de las plantas de los alrededores de Upsala, 1732 y 1740.
- Varias Disertaciones sobre la teología, la historia y las antigüedades:
  - Historia linguæ et eruditionis Arabum. Upsala, 1694.
  - De runis helsingicis... Rom, 1698.
  - Runae medelpadicae ab importuna crisi breviter vindicatae. Upsala, 1726.
  - Monumenta runica, in quibus mentio habetur Hierosolymae, ad Christianos sunt referenda. 1733.
  - Olof Cesius upgifwer tilökning på några örter, fundna u Upland, sedan Catalogus Plantarum Uplandicarum utgafs år 1732. Upsala, 1740.
  - Hierobotanicon, sive, De plantis sacrae Scripturae dissertationes breves. Upsala, 1745-1747.

- La abreviatura «Celsius» se emplea para indicar a Olof Celsius como autoridad en la descripción y clasificación científica de los vegetales.[1]